# 尼古拉·德里维埃
尼古拉·德里维埃（法語：Nicolas de Rivière，法語發音：[nikɔla də ʁivjɛʁ]；1963年9月26日—），法国外交官，自2019年7月8日起担任法国常驻联合国代表。 